# Fehim Mücahit Serçe
Fehim Mücahit Serçe (* 27. März 1996 in Altındağ, Izmir) ist ein türkischer Fußballspieler.

## Karriere
Serçe begann mit dem Vereinsfußball 2007 in der Jugendabteilung von Karşıyaka SK. Vor den letzten Spieltagen der Saison 2014/15 erhielt er bei diesem Klub einen Profivertrag und spielte in den letzten drei Spieltagen für seine Mannschaft. Parallel zu seinen Einsätzen für die 1. Mannschaft, spielte Serçe auch weiterhin für die Reservemannschaft.